# Abeiku Quansah
Abeiku Quansah (Kumasi, 2 de novembro de 1990) é um futebolista ganês que disputou o Campeonato Mundial de Futebol Sub-20 de 2009 por seu país. Já atuou no OGC Nice.